# Anchoviella vaillanti
A Anchoviella vaillanti, popularmente chamada manjuba, é um peixe nativo da bacia do rio São Francisco, no Brasil.
Das onze espécies de Anchoviella, cinco delas são de água doce, sendo a A. vaillant a única clupeiforme com esta característica que está presente na bacia do rio São Francisco, sendo endêmica ali, onde tem importante papel na cadeia alimentar, sendo considerada uma espécie-chave pois é responsável pela transferência da energia dos plânctons, dos quais se alimenta, para os peixes maiores, do qual é presa.
Convive, na porção do Baixo São Francisco, com a A. lepidentostole, da qual se difere morfologicamente e é a única tipicamente de água doce, ao passo em que a outra é denominada "estuarina" (entre o mar e a foz).

## Descrição
É um espécime distinto de todos as demais anchovas de água-doce, com exceção da Anchoviella manamensis e da Anchoviella jamesi, por ter a ponta da nadadeira pélvica, na vertical, não ultrapassando a base do primeiro raio da nadadeira dorsal, e ainda por ter a nadadeira anal no rumo vertical dos últimos raios da nadadeira dorsal.
Tem o corpo alongado, de perfil dorsal ligeiramente convexo. Cabeça curta e levemente pontiaguda com a boca inclinada em relação ao corpo, com dentes pequenos, finos e pontiagudos.